# Jan Wysoki
Jan Wysoki herbu Prawdzic (ur. ?, zm. 1310) – polski duchowny rzymskokatolicki, biskup płocki, prepozyt płockiej kapituły katedralnej w latach 1288–1293.

## Życiorys
W 1297 papież Bonifacy VIII prekonizował go biskupem płockim. Zmarł w 1310.